# 官僚たちの夏
『官僚たちの夏』（かんりょうたちのなつ）は、城山三郎による日本の小説。『週刊朝日』に『通産官僚たちの夏』のタイトルで連載された後、1975年に新潮社より改題単行本化された。異色の官僚と言われた佐橋滋をモデルに、高度経済成長を推進した通産官僚たちの姿を描く。
本作は2回テレビドラマ化されており、1996年1月にNHKの『土曜ドラマ』枠で、2009年7月から同年9月までTBSの『日曜劇場』枠で放送された。

## 登場人物
【】内はモデルとなった実在の人物。

### 通産省（官僚）
風越 信吾 【佐橋滋】
通産省大臣官房秘書課長→重工業局次長→重工業局長→企業局長→特許庁長官→事務次官
「国家の経済政策は政財界の思惑や利害に左右されてはならない」を信念に持ち、“ミスター・通産省”の異名を取る。日本の発展のためにがむしゃらに突き進む、多少強引な性格。若手官僚に対し、自分たちは「国家に雇われているのであって大臣に雇われているわけではない」と吹聴している。人事カードをいじるのが好きで周囲から「人事の風越」と評される。能力がある者が昇進すべきで、現在のトコロテン人事を改革したいと考えている。基本的に雑な性格で、細かいことは面倒くさがるため、真意が曲解されることもしばしばあり、その度に鮎川などがたしなめ、釈明に追われる。
次官に最も近い企業局長になった当時は産業振興法の成立に尽力したが、審議未了のまま廃案となり、誰もが確信していた次期次官の座も、時の通産相・古畑と池内の思惑により叶わず、特許庁長官に収まり、出世レースには敗れた形となった。だが風越らしいやり方で、特許庁職員の人心掌握に成功し、名長官と評判となる。玉木の退官後に次官となり、ようやく自分が思い描く理想の人事を実現させたが、元々の性格が災いし、敵ばかりが増えていった。
あだ名は、駄目な人材は早く淘汰すべきという考えを持っていることから「風越淘汰」、厚かましく恐いもの知らずで、心臓を付け忘れて生まれたのではという陰口から「無心臓」など様々。
庭野 【三宅幸夫】
風越と同じ二高出身。風越の7年後輩で、風越に早くから見込まれていた。昭和17年入省。あだ名は「木炭車」、議論の姿勢が火の付きは遅いが、スイッチを切った後もまだエンジンが動いているようであるため。
石油課事務官時代、タンクローリー車の所管を巡る運輸省との権限争いで粘り勝ちした。池内の3度目の通産相就任に伴い、大臣秘書官に任命される。産業振興法には、企業局産業資金課長として金融面からの制度改善に取り組む。
牧 順三 【両角良彦】
一高から東大へ進んだ秀才。昭和15年入省。攻撃的な理論家で「西洋カミソリ」と呼ばれる。官房総務課の首席事務官を務めたが、胸を病み、特許庁の商標課長という閑職に就いていた。
パリへの転出希望を出し、後にパリ大使館付の通商担当書記官に任命される。フランスで協調経済について学び、風越にそのレポートを送る。人事異動の時期になっても呼び戻されないため、存在さえ忘れられた、と落ち込んでいたが、風越の夢の実現に必要な人材と判断され、5年後にパリから呼び戻され、企業局企業第一課長に就く。
鮎川 【川原英之】
繊維雑貨局雑貨第一課長→官房秘書課長→鉱山保安局長→官房長
風越が最も目をかけている人材の一人。東大法学部卒のキャリア。風越の4年後輩。深川の材木問屋の次男。「役所の仕事は潤滑油」が口癖で、あだ名も「潤滑油」。鉱山保安局長時には夕張及び長崎の炭坑事故現場に自ら赴き、陣頭に立って救援活動を指揮した。
片山 泰介 【山下英明】
通商局→貿易振興局資本協力課長補佐→繊維雑貨局長付→大臣秘書官→貿易振興局貿易振興課長→化学工業局長
2年スキップして東大法学部に入った秀才中の秀才。昭和17年入省、庭野と同期。余裕を持って働くことを信条とし、執務時間中にテニスをするなど、仕事への真剣さは窺えなかった。カナダの通商担当書記官に任命される。風越の嫌みを笑って受け流す、人を食ったような態度を取っていた。ゴルフ、テニス、ヨット、麻雀など多くの趣味を持ち、須藤の大臣就任時に秘書官として指名される。
役人としての将来に期待を持てなくなり、一度は退職願を出すが、玉木に慰留され、自分が強く求められていることを実感し、退職願を撤回した。
玉木 【今井善衛】
通産省繊維局長→通商局長→特許庁長官→事務次官
風越と同期。原綿輸入自由化推進派。自由化を巡り、風越と対立する。
辻
旧制専門学校卒。風呂場でも本を読む勉強家。
風越が大臣・次官を説得して設けさせたノン・キャリ組を対象とした登用試験で能力を見込まれ、繊維雑貨局雑貨第二課長に抜擢されるが、キャリアの議論法に慣れることができず、また周囲の期待が重荷となり、ノイローゼ気味になり、課長補佐に戻して欲しいと懇願する。
御影
通産省入省希望の京大法学部生。学生運動で停学処分を受けたことがある。浅黒い顔の長身の男性。入省後、小糸とともに産業振興法成立に尽力する。
小糸 【小長啓一】
東大法学部の首席学生。大蔵省へ行くはずだったが、風越に熱心に口説かれ、通産省入省を承諾した。ふっくらした丸顔の男性。入省後、貿易振興局輸出保険課に配属される。
観音寺
重工業局課長。鮎川と同期、牧より一期上。観音のようにいつもにこにこしている。
白井
重工業局長。東大法学部・経済学部卒。じっくり型で、庭野以上にエンジンのかかりは遅いが、一度動き出すとなかなか引き下がらない。産業振興法に異論を出す。
鷹部 【渡辺弥栄司】
風越同様の血気盛んな男。古畑大臣在任時の官房長。
丸尾 【松尾金蔵】
玉木の前任の次官。小太りで丸顔、考え方も穏健で、あだ名は「仏の丸さん」。
氏名不明 【坂本春生】
通産省初の女性キャリアとして採用される。東大経済学部出身。あだ名は「お人形（にんぎょ）さん」。
氏名不明 【川口順子】
事実上2人目の通産省の女性キャリアとして採用される。あだ名は「ベティさん」。

### 国会議員
竹橋 【石橋湛山】
池内の前任の通産大臣。かつては自由主義経済の論客として鳴らした。
池内 信人 【池田勇人】
官僚出身、大蔵大臣などを歴任してきた、与党（保守党）でも一、二の派閥（池内派）を率いる大物政治家。次期総理の呼び声が高い。経済通であることから、内閣改造により、通算3度目の通産相に就任する。過去の2度とも不適切な発言で不信任となった。後に保守党総裁公選にて、総理となる。
岩井 浩一郎 【石井光次郎】
池内の後任として通産相に就任。スポーツ好きで温厚。
須藤 恵作 【佐藤栄作】
池内の政敵の一人。官僚出身。オレンジの輸入自由化によって資金源を断たれる。
岩井の後任として通産相に就任。首相（池内）に次ぐ実力者と評判が高い。
古畑 【福田一】
須藤の後任として通産相に就任。新聞記者出身で、戦後に政界に進出した。経済は素人。大川派の古参議員。実直で冗談などが通じない。風越の次官就任有力説を覆し、玉木を次官に据える。
大川 万禄 【大野伴睦】
池内政権下では副総裁。選挙区が風越の故郷と同じだった。
矢沢 【宮澤喜一】　
若手の代議士。池内の大蔵相時代に秘書官を務めた、大蔵省出身者。経済企画長官時に、産業振興法を巡って、金融界と通産省との調停役に。
堂原 【大平正芳】
恰幅の良い代議士。池内の秘書官経験がある。
津和田 【勝間田清一】
最大野党・社会党の政調会長。
田河 【田中角栄】
大蔵大臣。金融界からの働きかけを受けて、産業振興法案に対して批判的に。
黒木 【黒金泰美】
官房長官。大蔵省出身。池内の秘書官を務めたこともあり、矢沢と並ぶ池内の秘蔵っ子の一人であり、信任も厚い。
梅石 【櫻内義雄】
古畑の後任の通産相。海野派の代議士。気さくで柔和な人柄。
九鬼 【三木武夫】
梅石の後任の通産相。豊かな福耳がミッキーマウスを思わせるような風貌。強気な風越と比較され「風越大臣、九鬼次官」と揶揄された。

### その他
風越 道子
風越信吾の妻。家族は高校2年の長女、中学2年の長男、家族同然のお手伝いの女の子。
山岡 【宇佐美洵】
M銀行の頭取。経営者連合と銀行連盟の代表役員も務める財界人。風越のようなタイプの人間を嫌っている。
西丸
風越と懇意にしている関西地方紙の記者。

## テレビドラマ（1996年・NHK版）
1996年1月13日から同年1月27日までNHK総合テレビジョンの『土曜ドラマ』枠で放送。全3話。放送時間は毎週土曜 21:00 - 22:14 （日本標準時）。

### 出演
- 風越信吾：中村敦夫[4]
- 玉木：地井武男
- 庭野：神田正輝
- 鮎川：矢崎滋
- 片山泰介：風間杜夫
- 牧順三：益岡徹
- 池内信人：神山繁
- 須藤恵作：渥美国泰
- 古畑：芦田伸介
- 村井涼子：細川直美
- 西丸：阿藤海

### スタッフ
- 脚本：仲倉重郎
- 演出：小林武、谷口卓敬
- プロデューサー：高橋幸作

## テレビドラマ（2009年・TBS版）
2009年7月5日から9月20日までTBSの『日曜劇場』枠で放送。ハイビジョン制作。
日曜劇場としては史上初となる、2010年代以降における日本のテレビドラマとしては主流となるDOFアダプタを用いた24pフィルムライクエフェクトによる収録を採用。
番組の終盤の際、エンドロールと次回予告を同時に放送するという、2007年1月期に同枠で放送した『華麗なる一族』の際と同じ手法を用いている。
平成21年度（第64回）文化庁芸術祭優秀賞（テレビ部門・ドラマの部）受賞。

### 出演

#### 通産省
風越信吾 (42-) - 佐藤浩市
重工業局自動車課・課長（国内産業保護派）→大臣官房秘書課長→重工業局長→企業局長→特許庁長官→事務次官→退官　天下りせず経済評論家に転身。
庭野貴久 (36-) - 堺雅人
鉱山局石油課・課長補佐（国内産業保護派）→電気通信課長→通産大臣秘書官→企業局産業資金課長→鉱山保安局管理課長→重工業局長→繊維局長
鮎川光太郎 (39-) - 高橋克実
中小企業庁・中小企業振興課・課長（国内産業保護派）→電気機械課長→繊維局繊維輸出課長→大臣官房秘書課長→鉱山保安局長→企業局長　在任中に死去。
牧順三 (39-) - 杉本哲太
特許庁総務課長（国内産業保護派）→フランス大使館通商担当書記官→企業局第一企業課長→企業局長（国際通商派に寝返る）→通商局長→事務次官　繊維輸出全面規制実施後に退官
玉木博文 (42-) - 船越英一郎
通商政策課・課長（国際通商派）→アメリカ大使館参事官→繊維局長→通商局長→特許庁長官→事務次官→退官 中東開発石油役員へ
片山泰介 (34-) - 高橋克典
通商局為替課・課長補佐（国際通商派）→カナダ大使館通商担当書記官→繊維局綿業課長→通産大臣秘書官→重工業局重工業課長→重工業局長→繊維局長→企業局長→事務次官
丸尾要 (45-) - 西村雅彦
重工業局長→企業局長→事務次官→退官 大日製鉄副社長へ
山本真 (22-) - 吹石一恵
通産省初の女性新人キャリア官僚→電気通信課→繊維輸出課長補佐→産業資金課長補佐→特許庁総務部課長補佐→企業局産業資金課長
御影大樹 (26-) - 田中圭
大臣官房秘書課→電気通信課長補佐→綿業課長補佐→電子工業課長補佐→第一企業課長補佐→重工業課長補佐→重工業局電子工業課長→重工業局製鉄課長

#### その他
池内信人 (55-) - 北大路欣也
民自党幹事長→通産大臣（岸谷内閣）→民自党総裁・内閣総理大臣。第8話にて逝去
須藤恵作 (60-) - 長塚京三
大蔵大臣（岸谷内閣）→通産大臣（池内内閣）→民自党総裁・内閣総理大臣。第4話より登場
古畑晋介 (60-) - 佐藤B作
通産大臣（池内内閣・須藤後任）。第7-8話
西丸賢治 (40-) - 佐野史郎
東京経済新聞記者。本ドラマシリーズにおいて狂言回し的な存在。
風越道子 (37-) - 床嶋佳子
風越信吾の妻。
風越貴子 (16-) - 村川絵梨
風越の一人娘。大学を卒業後、OL。
ナレーション - 安住紳一郎（TBSアナウンサー）

#### 主なゲスト
- 第1話
  - 朝原太一（蟹江敬三）：58歳。アケボノ自動車の社長。風越の「国民車構想」を聞き、失っていた情熱を取り戻す。
  - 日向毅（加藤虎ノ介）：アケボノ自動車の社員。（社長の娘婿）
  - 朝原弥生（市毛良枝）：太一の妻。
  - 前園繁（国広富之）：通産事務次官→退官後 大東製鐵副社長。第1-3話
- 第2話
  - 小宮山社長（岩松了）：55歳。写真大テレビ開発を進める電気機器メーカー「コミヤマ電気」の社長。
  - 大沢和己（岡本信人）：52歳。テレビ開発を進める電気機器メーカー「大沢無線」の社長。通産省により業種転換を迫られ、コンピュータ開発に転換。第5話、第8話
  - 山岡一郎（中原丈雄）：帝都銀行頭取。元大蔵事務次官。第4-5話
  - 安達社長（みのもんた）：東京テレビ社長。
  - 池内瑞江（柏木由紀子）：池内通産大臣の妻。第2-4話、7話、8話
  - 庭野洋子（寺田千穂）：庭野貴久の妻。
  - 本宮課長（田宮五郎）：大蔵省税制二課長。
  - 若田茂（奥田達士）: 通産省・技研の技官で、庭野に電算機仕組の説明をする。
- 第3話
  - 岡屋文平（桂ざこば）：オカヤ織物（繊維工場）社長。第3-4、10話
  - 柏原満（春田純一）：前園の後任の通産事務次官 第3-4話
  - 牧百合子（奥貫薫）：牧順三の妻。第3-5話
  - 繊維業者の男（俵木藤太）：輸出規制に反対する業者の一人。
- 第4話
  - 桜塚治（矢島健一）：通産省通商局長。繊維自由化派のひとり。後、特許庁長官に転任。第4-5話
  - 森建夫（伊藤正之）：通産省大臣官房長。
  - 榊正造（菅原大吉）：通産省公益事業局長。
  - 伊藤長次（大石吾朗）：通産省石炭局長。
  - 玉木和子（栗田よう子）：玉木博文の妻。
  - 玉木美樹（近藤里沙）：玉木の娘。
- 第5話
  - ジェーン・ヤマグチ（麻生祐未）： IDNコンピューターの通訳。日系2世。
  - ホフマン（アナトリ・K）：IDNコンピュータ副社長。
  - 源さん（田村泰二郎）：居酒屋の客。
- 第6話
  - 舟木三郎（山谷初男）： 浦安漁業組合長。製紙工場からの排水による公害の実態を風越に訴える。
  - 元浦製紙・社員（大河内浩）：篠崎工場の社員で、漁師たちに廃水内容を説明する。
- 第7話
  - 小川万作（鹿内孝）：民自党代議士。有力派閥・小川派会長。
- 第8話
  - 大原喜久雄（金田明夫）：特許庁総務課長。ノンキャリアながら、長官の風越に総務課長に抜擢される。
  - 倉石太郎 （鶴見辰吾）：松池鉱山・労働組合委員長。第8-9話
  - 磯貝肇（三浦浩一）：松池鉱山社長。第8-9話
  - 北条正樹（山崎一）：日本航空機設計・技術部長。
- 第9話
  - 鮎川妙子（藤田朋子）：鮎川の妻。第10話
  - 宇治原局長（小林隆）：通産省鉱山保安局長。病に倒れ、鮎川が代理を務める。
  - 坂崎頭取（藤田宗久）：大日銀行頭取。元大蔵事務次官。
  - 野党代議士（芹沢名人、窪園純一）：鉱山事故の責任を次官の風越に追及する。

### スタッフ
- 脚本 - 橋本裕志
- 演出 - 平野俊一、大岡進、松田礼人
- 音楽 - 佐橋俊彦
- 主題歌：コブクロ 「STAY」 （ワーナーミュージック・ジャパン）
- プロデューサー - 伊佐野英樹、真木明
- 制作統括 - 貴島誠一郎
- 特別協力 - 三井物産
- 製作著作 - TBS

### サブタイトル
| 各話                                                      | 放送日        | サブタイトル   | 時代背景                                  | 演出     | 視聴率 |
| --------------------------------------------------------- | ------------- | -------------- | ----------------------------------------- | -------- | ------ |
| 第1話                                                     | 2009年7月05日 | 昭和三十年の夢 | 高度経済成長の始期（1955年）              | 平野俊一 | 14.5%  |
| 第2話                                                     | 2009年7月12日 | テレビの時代   | 東京タワー建設期（1956年 - 1958年）       | 平野俊一 | 9.1%   |
| 第3話                                                     | 2009年7月19日 | 大臣との対立   | ミッチー・ブームと金の卵（1959年）        | 平野俊一 | 10.6%  |
| 第4話                                                     | 2009年7月26日 | 黒船来襲       | 第15回GATT東京総会（1959年 - 1960年）     | 大岡進   | 8.0%   |
| 第5話                                                     | 2009年8月02日 | 電算機を救え   | 日米コンピュータ戦争（1960年）            | 大岡進   | 8.3%   |
| 第6話                                                     | 2009年8月09日 | 公害問題       | 江戸川漁業被害（1958年）                  | 松田礼人 | 9.0%   |
| 第7話                                                     | 2009年8月16日 | 敗北           | 戦後最大の経済立法（1962年 - 1963年）     | 平野俊一 | 7.8%   |
| 第8話                                                     | 2009年9月06日 | 総理の死       | 聖火号が飛んだ（1963年 - 1964年）         | 大岡進   | 7.5%   |
| 第9話                                                     | 2009年9月13日 | 涙の叫び       | いざなぎ景気（1965年）                    | 平野俊一 | 7.2%   |
| 最終話                                                    | 2009年9月20日 | 天下りせず     | 沖縄返還と日米繊維交渉（1965年 - 1969年） | 平野俊一 | 6.5%   |
| 平均視聴率：9.05%(視聴率は関東地区・ビデオリサーチ社調べ) |               |                |                                           |          |        |

- 第1話は20分拡大（21:00 - 22:14）。
- 8月23日は『世界陸上ベルリン2009・最終日』中継のため休止。
- 8月30日は、同日に執行された第45回衆議院議員総選挙の開票特別番組『乱!総選挙2009』（19:57 - 翌3:00[注 2]）のため休止。

### 備考
- アケボノ自動車やIDN、日本航空機設計、YF-11など架空の会社名・製品名が登場（モデルは存在する）しているが、台詞や新聞の広告などで実在した会社名（東芝・ソニー・松下・セイコーなど）もいくつか登場している。
- 第1話が2009年7月度の月間ギャラクシー賞を受賞した。

| TBS 日曜劇場                       | TBS 日曜劇場                          | TBS 日曜劇場                        |
| 前番組                             | 番組名                                | 次番組                              |
| ---------------------------------- | ------------------------------------- | ----------------------------------- |
| ぼくの妹 （2009.4.19 - 2009.6.28） | 官僚たちの夏 （2009.7.5 - 2009.9.20） | JIN-仁- （2009.10.11 - 2009.12.20） |

## 書誌情報
- 城山三郎『官僚たちの夏』新潮社、1975年。
  - 城山三郎『官僚たちの夏』新潮社〈新潮文庫〉、1980年11月。
  - 城山三郎『官僚たちの夏』（改版）新潮社〈新潮文庫〉、2002年3月。ISBN 4-10-113311-5。
- 『新潮現代文学』 56巻、新潮社、1978年10月。
- 『城山三郎全集』 第4巻、新潮社、1980年5月。
- 城山三郎『城山三郎伝記文学選』 2巻、岩波書店、1999年1月。ISBN 4-00-092242-4。